# Zamach stanu w Syrii (1970)

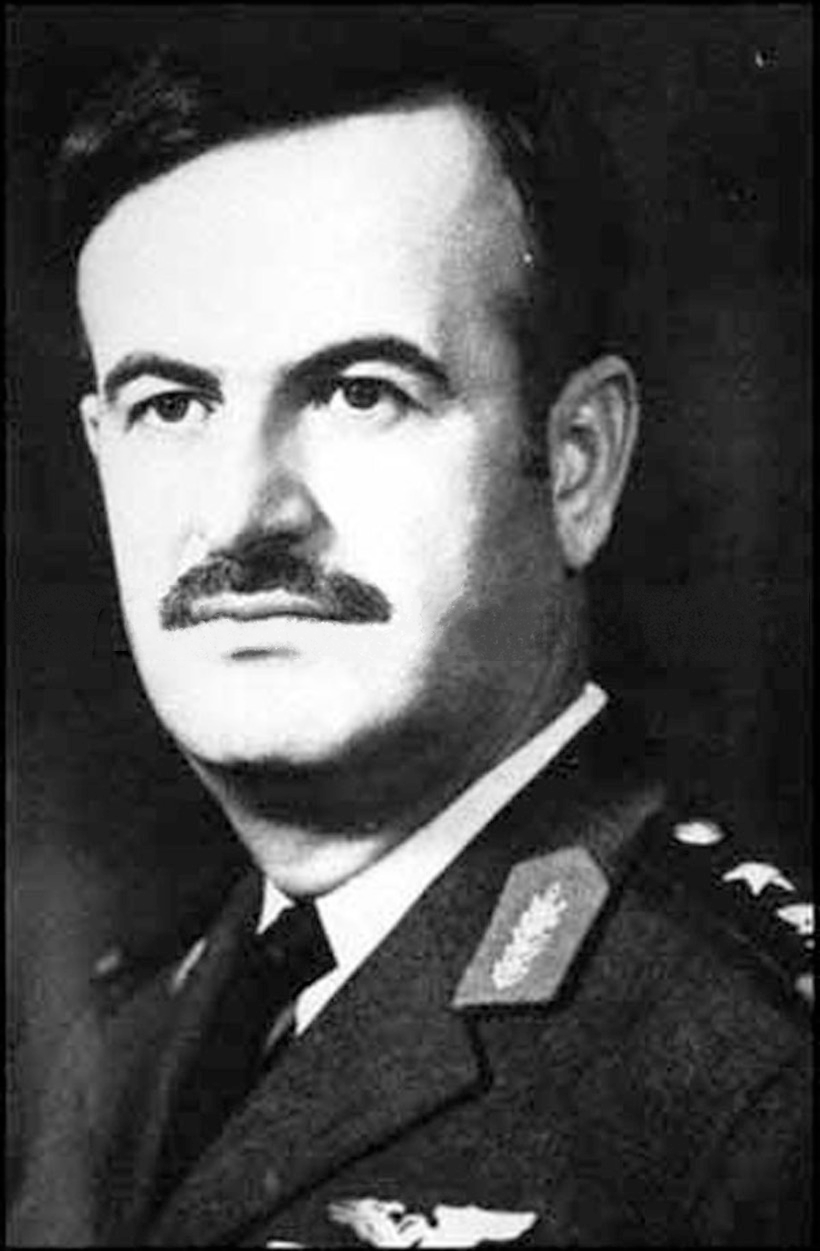
Hafiz al-Asad w 1970

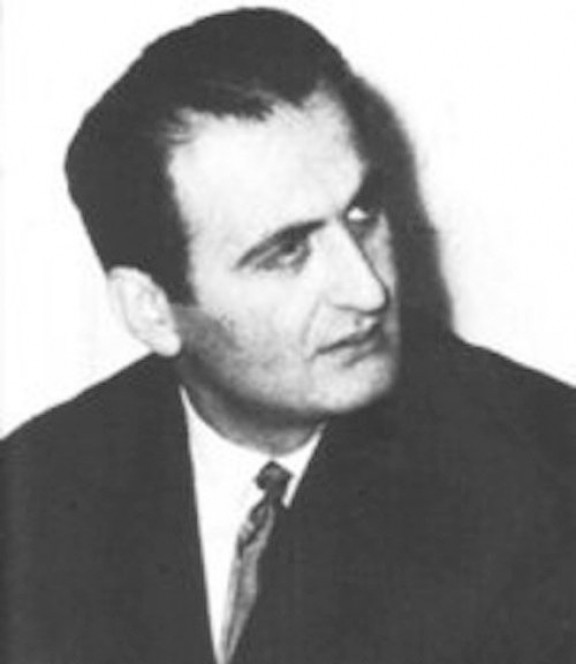
Salah Dżadid po zamachu stanu w listopadzie 1970 stracił władzę w Syrii na rzecz al-Asada

Zamach stanu w Syrii – wojskowy przewrót przeprowadzony przez Hafiza al-Asada i jego zwolenników w nocy z 12 na 13 listopada 1970.

## Tło wydarzeń
8 marca 1963 władzę w Syrii drogą przewrotu wojskowego przejęła partia Baas. Organizatorami przewrotu byli oficerowie skupieni w Komitecie Wojskowym, któremu przewodzili Salah Dżadid, Muhammad Umran, Ahmad al-Mir i Abd al-Karim al-Dżundi. Jeszcze w tym samym roku między oficerami doszło do pierwszych konfliktów, które przerodziły się w otwartą rywalizację o wpływy w państwie. Do animozji na tle etnicznym oraz do sporów ideologicznych i personalnych dochodziło również w partii Baas. W 1966 radykalne skrzydło partii na czele z Salahem Dżadidem przeprowadziło drugi zamach stanu, przejmując władzę i eliminując z elity politycznej m.in. dotychczasowego prezydenta Amina al-Hafiza oraz dwóch twórców partii Baas, Michela Aflaka i Salah ad-Dina al-Bitara, których poglądy były bardziej umiarkowane. Pod rządami Dżadida w kraju wdrożony został program reform w duchu socjalizmu arabskiego. W polityce zagranicznej natomiast Syria zacieśniła sojusz z ZSRR i wspierała zbrojny ruch palestyński, w myśl idei „wojny ludowej” przeciw Izraelowi, ostro krytykowała natomiast konserwatywne monarchie arabskie.
Poważny cios prestiżowy rządom radykalnej frakcji partii Baas zadała klęska Syrii w wojnie sześciodniowej w 1967. Po tym wydarzeniu zaczął narastać konflikt między stojącym na czele partii Dżadidem a Hafizem al-Asadem, ówcześnie ministrem obrony, w poprzednich latach również związanych z frakcją radykalną. Krótko po wojnie Hafiz al-Asad opowiadał się za kontynuowaniem dotychczasowego kursu politycznego - zarówno socjalistycznych przekształceń w kraju, jak i agresywnej polityki zagranicznej (w tym antyizraelskiej). Salah Dżadid sugerował natomiast złagodzenie polityki zewnętrznej, jak również zwolnienie tempa reform. Został jednak przegłosowany na IX kongresie regionalnym syryjskiej partii Baas. Kilka miesięcy później, w 1968, al-Asad zaczął jednak skłaniać się ku mniej radykalnej polityce. W październiku 1968 przewodził już grupie działaczy, która domagała się bardziej pragmatycznego podejścia do zagadnień gospodarczych i poprawy stosunków z państwami arabskimi wcześniej krytykowanymi.
Al-Asad wykorzystał stanowisko ministra obrony do powierzania ważnych stanowisk w wojsku swoim zwolennikom, starał się również eliminować osoby sprzyjające Dżadidowi. Ten ostatni utrzymywał natomiast kontrolę nad aparatem partyjnym. W lutym 1969 zwolennicy al-Asada, dowodzeni przez jego brata Rifata, zajęli w Damaszku redakcje partyjnych gazet przychylnych Dżadidowi. Rywalizacja między syryjskimi przywódcami stała się przedmiotem zainteresowania w całym świecie arabskim, a rządy Egiptu, Algierii i Iraku (gdzie od lipca 1968 również rządziła miejscowa organizacja Baas). W marcu 1969 Przywództwo Regionalne syryjskiej partii Baas utworzyło odrębny Komitet, do którego weszli przedstawiciele frakcji radykalnej i umiarkowanej, by uzgadniać wspólny kierunek polityki.
Do zaostrzenia konfliktu ponownie doszło po konflikcie wewnętrznym (Czarny Wrzesień) w Jordanii w 1970. Dżadid ogłosił wówczas, że Syria popiera zbrojne organizacje palestyńskie w sporze z królem Husajnem i skierował na pomoc im brygadę pancerną. Al-Asad początkowo uważał tę decyzję za słuszną, ostatecznie jednak uznał, że Syria jest zbyt słaba, by prowokować Izrael, a otwarte popieranie Palestyńczyków osłabi jej pozycję międzynarodową, zwłaszcza w oczach wielkich mocarstw. Wobec tego nie skierował podległych sobie sił powietrznych dla wsparcia interwencji syryjskiej, co doprowadziło do jej klęski. W październiku 1970 al-Asad zaczął już niemal otwarcie dążyć do przejęcia władzy. W ciągu miesiąca usunął ze stanowisk dowódczych ostatnich zwolenników Dżadida, w tym Izzata Dżadida, dowódcę 70 brygady pancernej, której al-Asad obawiał się najbardziej.
W celu utrzymania kontroli nad krajem Salah Dżadid zwołał na 30 października 1970 X Nadzwyczajny Narodowy Kongres partii Baas. Podczas jego obrad oskarżył al-Asada o faszyzm, doprowadzenie do wewnętrznego rozłamu w Syrii, defetyzm i działanie na korzyść obcego imperializmu. W rezultacie kongres potępił działalność al-Asada i pozbawił go stanowiska ministerialnego, a jego protegowanego gen. Mustafę Talasa usunął ze stanowiska szefa sztabu.

## Przebieg przewrotu
Decyzje kongresu nigdy nie zostały wprowadzone w życie, gdyż natychmiast po zakończeniu jego obrad al-Asad nakazał swoim zwolennikom opanowanie siedziby partii w Damaszku oraz biur podległych jej organizacji społecznych. Uczestnikami puczu przewodzili Rifat al-Asad, Muhammad al-Chuli i Nadżi Dżamil. Wojskowi zajęli kluczowe punkty w mieście i aresztowali Salaha Dżadida, prezydenta Nur ad-Dina al-Atasiego i premiera Jusufa Zu’ajjina. Aresztowania zwolenników dotychczasowej elity rządowej miały miejsce również w innych miastach Syrii. Dżadid, al-Atasi i Zu’ajjin, jak również ich zwolennicy zasiadający w Przywództwie Regionalnym partii Baas, zostali z niego usunięci i uwięzieni. Dżadid pozostawał w więzieniu Mazza w Damaszku do śmierci w 1993.
Podczas zamachu stanu nie padły ofiary śmiertelne. Jedyną oznaką przewrotu był fakt, że nie ukazały się żadne krajowe dzienniki, informacji o wydarzeniach w kraju nie podawano również w radiu i telewizji. Dopiero 16 listopada 1970, gdy al-Asad był już pewien sukcesu przewrotu, media syryjskie poinformowały o zmianie władzy. Wydarzenia te i następujące po nich reformy syryjska historiografia określa mianem Ruchu Korygującego.
Po przeprowadzeniu zamachu stanu w 1970 Hafiz al-Asad sprawował autorytarną władzę w Syrii do śmierci w 2000.